# Macica jednorożna
Macica jednorożna – jedna z anomalii rozwojowych przewodów Müllera. Macica jednorożna stanowi około 5% wad wrodzonych macicy.
Wada jest następstwem częściowej lub całkowitej hipoplazji jednego z dwóch przewodu Müllera i narząd jest nieprawidłowo formowany z wyłącznie jednego przewodu Müllera. Występuje szczątkowy róg macicy bez jamy lub z jamą z czynnym endometrium, jama szczątkowego rogu może łączyć się z główną jamą macicy lub nie mieć z nią kontaktu. Po stronie szczątkowego rogu u 50% chorych występuje agenezja nerki.
Szczątkowy róg z czynnym endometrium, który nie jest połączony z jamą macicy czy pochwy ujawnia się zwykle po 20 roku życia. Może wiązać się z ostrymi dolegliwościami typu dysmenorrhoea i wymagać leczenia operacyjnego już u dojrzewających dziewcząt. Krwiak zastoinowy, który może przekształcić się w ropień zazwyczaj rośnie powoli. W czynnym niekomunikującym szczątkowym rogu może dojść do implantacji i rozwoju ciąży ektopowej. Róg macicy wycina się razem z jajowodem, oszczędzając jajnik. Jeżeli szczątkowy róg jest odłączony od macicy, można go usunąć laparoskopowo. U chorych z czynnym komunikującym szczątkowym rogiem może się w nim rozwijać ciąża, która stwarza wysokie ryzyko pęknięcia jego ściany i zagraża życiu kobiety, dlatego zaleca się profilaktyczne jego usunięcie.

## Klasyfikacja ICD10
| kod ICD10     | nazwa choroby                                  |
| ------------- | ---------------------------------------------- |
| ICD-10: Q51   | Wrodzone wady rozwojowe macicy i szyjki macicy |
| ICD-10: Q51.4 | Macica jednorożna                              |